# Maria Rafaela Quiroga
María Rafaela Quiroga (ur. 27 kwietnia 1811 w San Clemente, zm. 27 stycznia 1891 w Guadalajarze) – hiszpańska zakonnica, mistyczka, stygmatyczka i Służebnica Boża Kościoła katolickiego.
Została najpierw przyjęta do Zakonu Niepokalanego Poczęcia, a następnie wstąpiła do klasztoru Rycerzy de Gracia w Madrycie. Tam przyjęła imię zakonne María Rafaela de los Dolores Quiroga Capodardo. Otworzyła szkoły dla dziewcząt. Była mistyczką, doznawała objawień, miała dar proroctwa, a także otrzymała stygmaty. Oskarżono ją o oszustwo i została zesłana do klasztoru w Talavera de la Reina. Była doradcą duchowym królowej Izabeli II Hiszpańskiej.
Zmarła 27 stycznia 1891 roku, mając 79 lat, w opinii świętości.
Jej proces beatyfikacyjny rozpoczął się w dniu 19 lipca 1907 roku.